# Opel Admiral
Opel Admiral är en personbil, tillverkad i tre generationer av den tyska biltillverkaren Opel mellan 1937 och 1977.
Opel Admiral ingick i Opels KAD-familj.

## Admiral (1937-39)
Opel Admiral lanserades första gången 1937 och var Opels första försök att utmana stora lyxbilar som Mercedes-Benz, Horch och Maybach. Admiralen hade mycket extrautrustning. Produktionen ställdes in 1939 då Opels fabriker gick över till krigsproduktion.
Tillverkningen uppgick till 6 404 exemplar.
Motor:
| Motor              | Cylindervolym | Effekt | Bränslesystem   |
| ------------------ | ------------- | ------ | --------------- |
| 6-cyl radmotor ohv | 3626 cm³      | 75 hk  | Enkel förgasare |

## Admiral A (1964-68)
Den andra modellen kom inte förrän 1964 och kom att kallas Admiral A. Modellen var en lyxigare variant av syskonmodellen Kapitän och var återigen tänkt som en utmanare till tyska prestigemärken.
Tillverkningen uppgick till 55 876 exemplar, varav 623 med V8-motor.
Versioner:
| Modell | Motor              | Cylindervolym | Effekt | Bränslesystem                       |
| ------ | ------------------ | ------------- | ------ | ----------------------------------- |
| 2,6 S  | 6-cyl radmotor ohv | 2605 cm³      | 100 hk | Enkel förgasare Carter/Opel         |
| 2,8 S  | 6-cyl radmotor CIH | 2784 cm³      | 125 hk | Enkel tvåportsförgasare Solex       |
| 2,8 HL | 6-cyl radmotor CIH | 2784 cm³      | 140 hk | Dubbla förgasare Zenith             |
| V8     | 8-cyl V-motor ohv  | 4638 cm³      | 190 hk | Enkel fyrportsförgasare Carter WCFB |

## Admiral B (1969-77)
1969 kom den omarbetade Admiral B. Produktionen tog aldrig riktigt fart - tvärtom minskade den kraftigt i mitten av 1970-talet. En av orsakerna var oljekrisen som drabbade hela västvärlden och bilindustrin. 1977 lades modellen ner till förmån för Opel Senator.
Tillverkningen uppgick till 31 827 exemplar.
Versioner:
| Modell | Motor                    | Cylindervolym | Effekt | Bränslesystem            |
| ------ | ------------------------ | ------------- | ------ | ------------------------ |
| 2,8 S  | 6-cyl 6-cyl radmotor CIH | 2784 cm³      | 132 hk | Enkel förgasare          |
| 2,8 H  | 6-cyl 6-cyl radmotor CIH | 2784 cm³      | 145 hk | Dubbla förgasare         |
| 2,8 E  | 6-cyl 6-cyl radmotor CIH | 2784 cm³      | 165 hk | Bosch bränsleinsprutning |

## Bilder

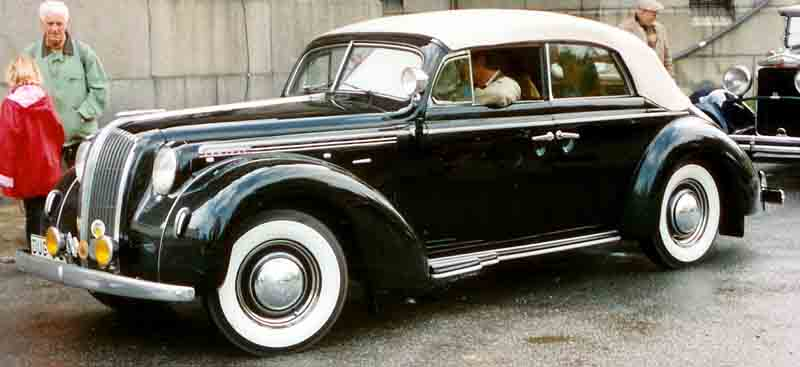
Admiral cabriolet D
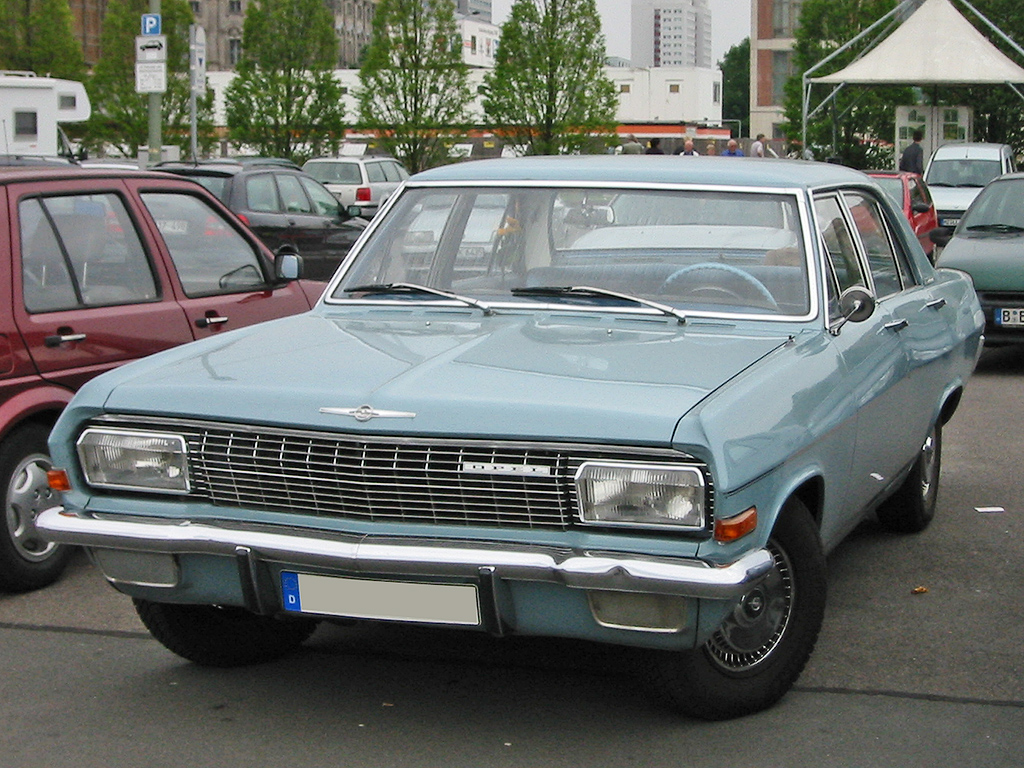
Admiral A
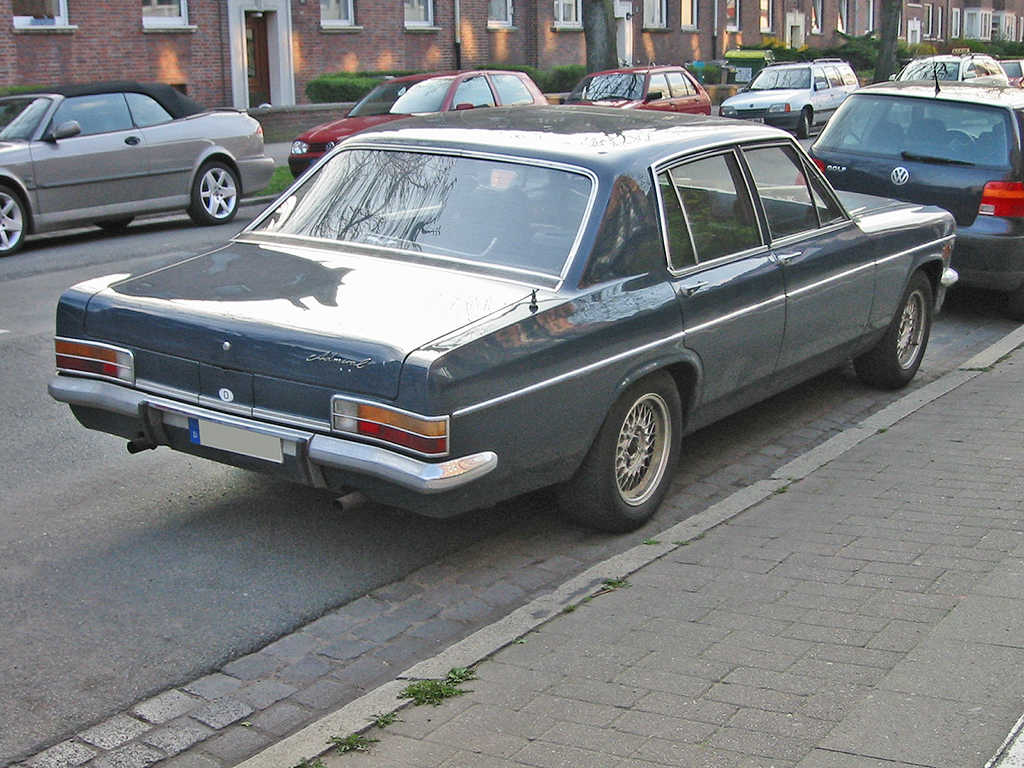
Admiral B